# 庫貝斯托倫峰
71°47′S 8°54′E / 71.783°S 8.900°E
庫貝斯托倫峰（英語：Kubbestolen Peak）是南極洲的山峰，位於東部南極洲的毛德皇后地，屬於庫爾策山脈的一部分，是溫滕-約漢森嶺的西北端，海拔高度2,070米，由挪威的製圖師根據測量和空中照片繪入地圖。